# Museu Histórico Abílio Barreto
O Museu Histórico Abílio Barreto (MHAB) é um museu localizado em Belo Horizonte, que integra a Fundação Municipal de Cultura da Prefeitura de Belo Horizonte. Situado na Avenida Prudente de Morais, no bairro Cidade Jardim, o museu é sediado em um antigo casarão de fazenda que sobreviveu à construção da capital mineira. A instituição se consolidou, atualmente, como o Museu da Cidade e, além de realizar exposições de curta, média e longa duração, promove eventos culturais e educativos.

## História

### O Casarão de Fazenda
O casarão, construção que abriga o museu desde sua fundação, foi um dos poucos fragmentos materiais que restaram do arraial do Curral del-Rei. Localizado às margens da avenida do Contorno, anteriormente zona suburbana da cidade, a antiga sede de fazenda permaneceu intacta devido ao fato de que a região em que ele se localizava só foi urbanizada na década de 1940. Até essa data, que coincide com a criação do museu histórico, o prédio havia tido os mais diversos usos, a exemplo de uma estação agronômica que foi criada na década de 1890.
Construído 14 anos antes da inauguração da nova capital, a casa pertencia à Fazenda do Leitão, que recebia esse nome em função do antigo proprietário Domingos Gomes Leitão. Adquirida pelo capitão Francisco Luís de Carvalho em 1864, a terra foi posteriormente dividida entre seus familiares, dentre os quais seu genro, Cândido Lúcio da Silveira, que construiu o casarão em 1883. Cerca de 10 anos depois, a Comissão Construtora da Nova Capital (CCNC) começou suas atividades, que incluíram a desapropriação dos moradores do antigo Arraial do Curral del-Rei. Dentre as propriedades atingidas, estava a Fazenda do Leitão, que foi desocupada em 1894.
Como mencionado, o bairro atualmente conhecido como Cidade Jardim não foi urbanizado logo após a inauguração da nova capital. Situado fora da avenida do Contorno, não integrava o plano da nova capital como área urbana da cidade, sendo classificada como colônia agrícola. Passada para o estado, entre 1886 e 1889, a propriedade integrou a Colônia Afonso Pena, cujo intuito era estimular a agricultura de imigrantes. Depois disso, a área da antiga sede da Fazenda do Leitão chegou a servir para o plantio de piteiras e como enfermaria do Posto Zootécnico Federal.

### O casarão e o museu histórico
Em 1938, a casa de fazenda e suas imediações, antes pertencentes ao Governo Federal, foram doadas para o Estado de Minas Gerais e adquiridas pela Prefeitura de Belo Horizonte. Era nesse mesmo período que Abílio Barreto, historiador de Belo Horizonte, trabalhava como organizador do Arquivo Geral da Prefeitura. Ali, após reunir e expor documentos sobre a cidade, elaborou a proposta de criação de um Museu que contasse a história de Belo Horizonte. Em um relatório de 1940, Abílio Barreto mencionava um “Projeto de Museu”, que seria instaurado na Fazenda do Leitão. Foi com o Decreto 91 de 26/05/1941, que a ideia tomou forma legalmente: estava criada a “Seção de História, núcleo do museu da cidade, vinculada à Inspetoria do Expediente, anexa ao Arquivo”. Nesse mesmo ano, uma visita ao Museu Histórico Nacional serviu de inspiração para a composição do novo espaço museal belo-horizontino.
Criada a Seção de História e escolhido o espaço para organização do Museu Histórico, mostrou-se necessária a restauração do Casarão – agora convertido em monumento histórico. O Serviço do Patrimônio Histórico e Artístico Nacional (SPHAN), além de responsável pelas obras de reparação, também opinava sobre o acervo e a organização do Museu. Para o órgão, a documentação deveria se concentrar na trajetória do arraial do Curral del-Rei e ir até a fundação de Belo Horizonte, sem que fosse contada a história da nova cidade. A visão de Abílio Barreto era diferente. Para o funcionário do Arquivo, os objetos da instituição deveriam contar, principalmente, a história da Nova Capital.
Em seu ponto de vista, o Museu que estava sendo criado deveria mostrar os laços entre passado e presente de Belo Horizonte, inserindo a cidade na trajetória da nação. Barreto era membro do Instituto Histórico e Geográfico de Minas Gerais (IHGMG)  e , incentivado pela Escola Metódica, visava a escrita de uma história científica, com atenção aos marcos originais, à cronologia e à análise rigorosa de fontes oficiais. Não poderia ser diferente com o Museu que vinha organizando. Enviado a Juscelino Kubitschek cinco meses antes da abertura, o regulamento que iria reger o Museu Histórico de Belo Horizonte (MHBH) colocava como critérios para seleção de acervo a preciosidade histórica e a autenticidade dos documentos. O Museu deveria ser um “depósito de provas” que expunha objetos com valor de época, valor artístico e valor histórico, de forma cronológica. Apesar de algumas discrepâncias com os objetivos do SPHAN, que se voltavam mais a uma arqueologia e etnologia da cidade, foi sob essas bases que o MHBH foi inaugurado:
O Museu Histórico Abílio Barreto - MHAB foi inaugurado em 1 de fevereiro de 1943, durante a administração municipal de Juscelino Kubitschek (1940 - 1945), com o objetivo de recolher, preservar, pesquisar e divulgar testemunhos da história da Capital. O projeto de criação teve na pessoa do jornalista e historiador Abílio Barreto o principal mentor, o qual se tornou primeiro diretor da instituição, entre 1943 e 1946. Originalmente denominado Museu Histórico de Belo Horizonte, em 1967 recebeu o nome atual, em homenagem ao seu fundador, falecido em 1959.
Ainda em 1943, Raul Tassini foi contratado como funcionário do Museu, e a formação do acervo e das práticas museológicas também foram influenciadas por ele. Sua visão de história era diferente daquela de Abílio Barreto, em sua concepção era importante ampliar o acervo com antigos objetos do cotidiano e fragmentos arqueológicos. Apesar de ainda não existirem cargos específicos para os funcionários do MHBH, Tassini atuava como conservador, pesquisador e dava pareceres sobre a relevância ou não de certos itens para a composição do acervo. Assim, sua perspectiva também foi essencial para a formação do Museu Histórico de Belo Horizonte, ainda que ele tenha permanecido na instituição apenas por cinco meses.
Por ter sido criado para uma cidade ainda jovem, o Museu Histórico “rompeu com a tradição museológica brasileira”, já que grande parte dos museus então existentes se voltavam a um passado distante.
Exemplo disso é que o instituto responsável pela guarda do patrimônio no Brasil considerava que as exposições do museu deveriam ser voltadas à história do antigo arraial. É preciso realçar, por outro lado, que ele representava a continuidade da tradição em outro sentido. O acervo era composto por objetos vindos das elites, a história contada pela instituição visava se inserir na tradição da nação. Pensando nisso, não é coincidência que sua sede seja uma casa de fazenda, que, propositalmente ou não, carrega a memória e a história dos grandes latifúndios, da colonização, da escravidão.  Ao pensar sobre o Casarão do Leitão e a construção do MHAB, é importante ressaltar que, diferentemente do que pensava Abílio Barreto, a casa pode não ser a única edificação sobrevivente do arraial do Curral del-Rei. O Casarão da Barragem, próximo ao atual Museu Histórico, é especulado como uma outra construção remanescente. Além disso, deve-se ter em mente que o edifício não reflete a realidade do Arraial. Enquanto o Casarão conta a história de uma família de elite, antiga proprietária de escravos, o Curral del-Rei era povoado majoritariamente por pessoas negras há pouco tempo libertas do regime de escravidão.
A vontade de preservar uma tradição cristalizada no Casarão, era identificada não apenas na perspectiva de Abílio Barreto, mas explicava também o interesse do SPHAN na restauração da casa. Ao contrário do historiador, porém, o diretor da instituição, Rodrigo Melo Franco, queria preservar “primitivos tipos de habitação existentes no país”. Em sua perspectiva, o Casarão, como exemplo da arquitetura colonial, era expressão da arquitetura inaugural do Brasil e deveria ser preservado visando uma nação que valorizasse a obra de civilização dos portugueses.
A exposição inaugural foi organizada majoritariamente em ordem cronológica, cada sala expunha uma temática, que eram: Ouro Preto, Arraial do Curral del Rei, Arraial de BH, Comissão Construtora da Nova Capital, Cidade de Belo Horizonte. Em 1946, Abílio Barreto se afasta da direção do MHBH e indica o próximo diretor, deixando um acervo de 657 peças.
Foi Mário Lúcio Brandão, próximo diretor do Museu, que aumentou exponencialmente o acervo. Ao fim de sua gestão, em 1959, o número de peças havia passado para 3.235. Nesse período, outras mudanças importantes foram feitas na organização da instituição. O diálogo com novas museografias foi ampliado, assim como o contato com outras instituições. Além disso, foram criadas exposições temporárias que duravam apenas dois meses e tinham como objetivo atrair maior número de visitantes. Exemplo dessa tendência foi a inauguração, em 1958, da primeira exposição itinerante do Museu Histórico de Belo Horizonte, sobre Bueno Brandão.
Dentre os objetos adquiridos nesse período, muitos eram móveis de antigas fazendas, que foram expostos a partir de 1957 no Casarão. A mudança na expografia buscava recuperar uma ambientação rural e reproduzir a estética do antigo arraial do Curral del-Rei. Durante muitos anos essa permaneceu sendo a organização das salas de exposição, se tornando um marco para os visitantes.[carece de fontes?]
Entre os anos de 1960 e 1970, momento em que era construída a avenida Prudente de Morais, a área do museu foi arborizada, ajardinada e cercada com passeios. Dentre as gestões do Museu nessa fase, pode-se destacar a de Maria Shirley Campolina de Sá (1973-1976), que ampliou significativamente o acervo (de 3.152 itens para 7.745) e a de Márcia Magalhães (1976-1982), que buscou dialogar com outras instituições culturais, e partiu de conceitos museológicos contemporâneos, diferentes daqueles propostos por Abílio Barreto e Mário Lúcio Brandão. A diretora propunha maior dinamização das políticas e dos espaços do MHAB.[carece de fontes?]
Elza Beatriz von Döllinger de Araújo (1984-1989) também foi essencial para a reestruturação museológica da instituição, por ter realizado um novo inventário das peças e uma reorganização da pesquisa e organização do acervo. Em sua gestão, Araújo também facilitou o diálogo com outros profissionais e entidades culturais, aumentando a área e as possibilidades de atuação do MHAB. Outra reorganização ocorreu pouco tempo depois, na gestão de José Márcio Barros (1993-1995). Dessa vez, a mudança emergiu de um Fórum de Discussão que buscou discutir caminhos para a revitalização do Museu. O espaço físico, o acervo e a própria concepção de museu foram discutidos. A partir daí, o MHAB se declarava uma instituição que procurava abarcar uma memória plural, além da história oficial, abandonando a ideia de que o museu é o espaço de guarda dos tesouros e preciosidades. Já em 1996, durante a primeira gestão de Letícia Julião, que um novo edifício sede começou a ser construído.

### O novo edifício sede

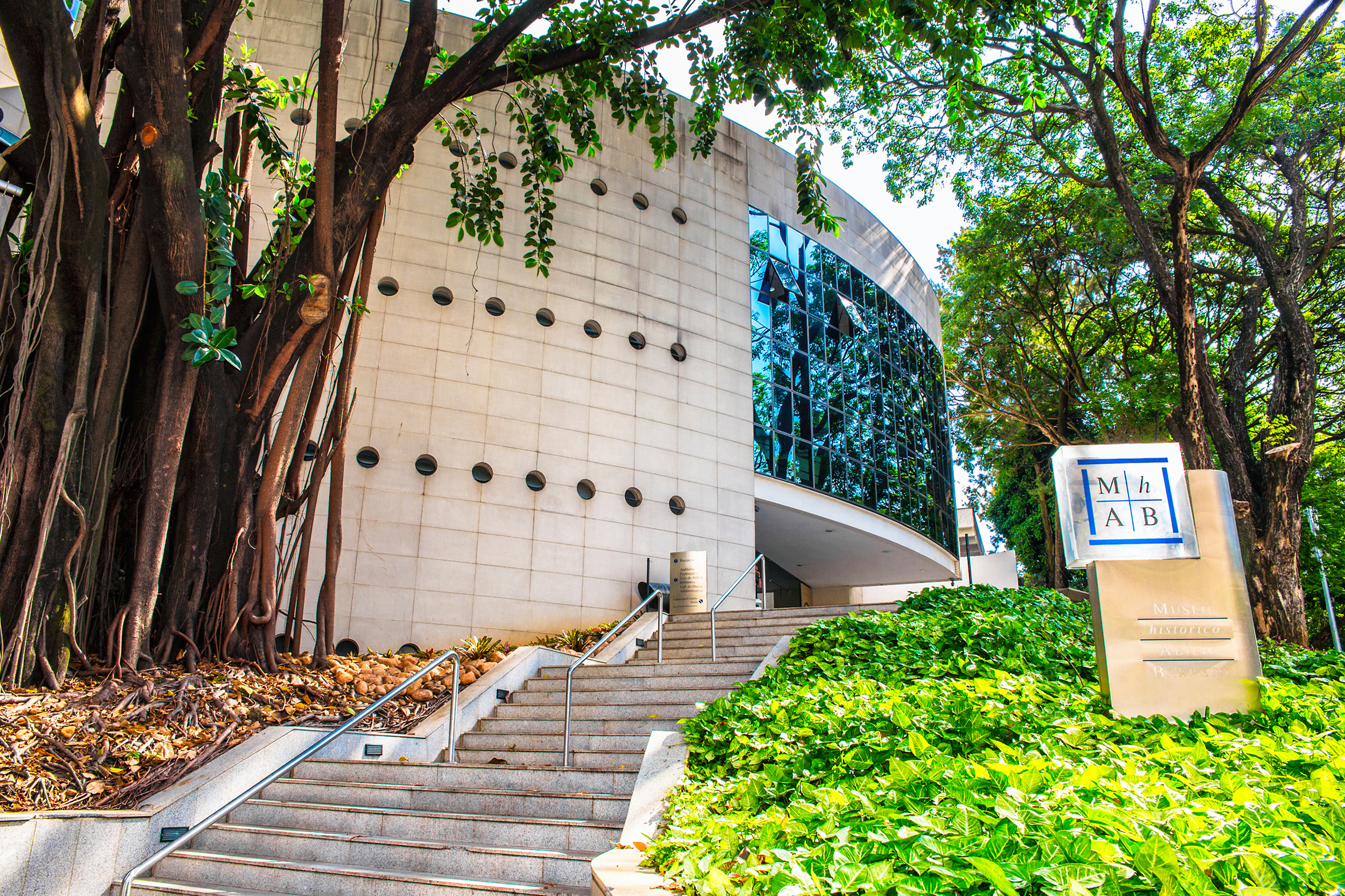
Edifício Sede do Museu Histórico Abílio Barreto, 2017. Foto Ricardo Laf

A criação de um edifício sede ou de um prédio anexo, apesar de concretizado apenas na década de 1990, foi uma ideia que acompanhou diversos diretores do MHAB ao longo dos anos. Abílio Barreto, organizador e diretor do Museu, foi o primeiro que julgou necessária a construção de um pavilhão que abrigasse o acervo da cidade, ainda em 1941. A nova seção foi projetada por Raul Tassini, mas a ideia não saiu do papel.
A ideia voltou com a diretora Márcia Magalhães, em 1974, que contratou o arquiteto Ivo Porto de Menezes para a produção do desenho do edifício sede. Elza von Döllinger de Araújo, a próxima gestora do MHAB, dedicou-se à elaboração de um projeto para a nova sede e fez diversas denúncias sobre a necessidade de construção de um anexo, que foi finalmente aprovado pelo IPHAN (antigo SPHAN), em 1985. O prédio, contudo, não foi construído devido à falta de recursos.
Finalmente, na década de 1990, o novo projeto para o edifício sede, agora desenvolvido por Mariza Machado Coelho e Álvaro Hardy, foi aprovado e concretizado. A construção começou em 1996, durante a gestão de Letícia Julião, e foi inaugurada em 1998 com a exposição “Collector”, no salão central do prédio sede. Nos dois anos seguintes, a área externa recebeu obras de paisagismo e o auditório da nova sede foi inaugurado. Atualmente, exposições regulares acontecem no edifício sede, em média a cada dois anos, enquanto o Casarão, comporta exposições de longa duração sobre a história da cidade de Belo Horizonte. Foram desenvolvidos, além disso, espaços para apresentações artísticas e culturais, ampliando o escopo de atuação do Museu e visando maior diálogo com o público visitante.

## Espaço físico
O espaço físico do museu é composto por três áreas: O edifício sede, construído em 1988, o casarão da Fazenda do Leitão, edificada ainda no arraial do Curral del-Rei, propriedade essa idealizada a pedido do curralense José Cândido Lúcio da Silveira por volta de 1883, e um jardim que interliga as duas construções com árvores centenárias e a Mariquinha - trem responsável pelo transporte de matérias de construção, das pedreiras ao centro da cidade. 
O Casa de Fazenda do Museu Histórico Abílio Barreto é tombada pelo Instituto do Patrimônio Histórico e Artístico Nacional, registrado no livro Histórico. Inscrição: 282 Data: 29 de março de 1951.

## Acervo
O acervo do Museu Histórico Abílio Barreto é formado por objetos bidimensionais e tridimensionais, de ampla variedade tipológica, podendo ser de cunho etnográfico, antropológico, arqueológico, artístico, histórico, tecnológico, imagético, sonoro, virtual, de ciências naturais, entre outros. Desse modo, todo objeto pode potencialmente ser um objeto museológico, visto que essa identificação é definida pelo valor documental que um indivíduo capacitado dentro de uma instituição de memória o atribui.
A gestão de acervo é a administração dos itens do museu. Esta detém uma política própria, que define diretrizes para aquisição e descarte, assim como a conservação, pesquisa e documentação destes itens. Assim sendo, a organização interna do MHAB é composta por quatro grandes grupos, definidos pela sua tipologia, são estes os objetos tridimensionais, o cartográfico, o fotográfico e o textual. Estes, por sua vez, podem se subdividir em coleções orientadas pela temática ou pela procedência do acervo.

### Objetos tridimensionais
Os objetos tridimensionais são subdivididos em 16 coleções, além da Pinacoteca. Essa divisão visa conservar juntas as peças com a mesma identidade, aspectos funcionais e/ou simbólicos. As coleções são organizadas do seguinte modo: Arquitetura (composta somente pelo casarão), Caça e Guerra, Castigo e Penitência, Comunicação, Construção, Equipamentos Domésticos, Escultura, Insígnias, Medição e Registro, Mobiliário, Objetos Cerimoniais, Objetos Pecuniários, Objetos Pessoais, Pinacoteca, Trabalho, Transporte e, por fim, Vestuário. 

#### Coleção Caça e Guerra
A coleção Caça e Guerra é composta por 19 utensílios classificados de forma genérica como caça e a defesa pessoal, que inclui armas e seus acessórios, a exemplo da espingarda, da faca, do revolver e dos objetos em sílex, vestígios dos povos indígenas de Belo Horizonte.[carece de fontes?]

#### Coleção Castigo e Penitência
A coleção Castigo e Penitência é formada por 11 objetos de suplício empregados durante o período da escravidão, como grilhetas, troncos e grilhões e outros, a exemplo de uma palmatória.[carece de fontes?]

#### Coleção Comunicação
A coleção Comunicação reúne 58 instrumentos de diferentes usos e funções, classificados genericamente como meios de comunicação e seus periféricos, a exemplo de telefones e telégrafos, máquinas de escrever, canetas, penas e material publicitário.[carece de fontes?]

#### Coleção Construção
A coleção Construção é constituída por 34 itens que reúnem fragmentos de edificações e materiais de construção, tais como fechaduras, maçanetas, tijolo e um lavabo.[carece de fontes?]

#### Coleção Equipamentos Domésticos
A coleção Equipamentos Domésticos compõe-se de 202 utensílios de naturezas diversas, identificados por seus diferentes usos e funções que remetem ao cotidiano de uma residência, a exemplo de eletrodomésticos e utensílios domésticos.[carece de fontes?]

#### Coleção Escultura
A coleção Escultura é formada por 54 objetos classificados genericamente como artes visuais, identificados como bustos, estatuetas, estátuas e maquetes.[carece de fontes?]

#### Coleção Insígnia
A coleção Insígnia reúne 16 objetos entre bandeiras, estandarte, medalhas, brasões e faixas, itens diversos que retratam períodos da história de Belo Horizonte.[carece de fontes?]

#### Coleção Medição e Registro
A coleção Medição e Registro é composta por 37 instrumentos de precisão e de processamento de dados, com seus acessórios, a exemplo de relógios, torneiras de gás, trena, barômetro e um porta relógio, que pertenceu a Aarão Reis.[carece de fontes?]

Porta relógio que pertenceu a Aarão Reis, século XIX. Acervo Museu Histórico Abílio Barreto

#### Coleção Mobiliário
A coleção Mobiliário compõe-se de 102 peças com várias utilidades para o interior de um ambiente, como móveis de descanso, de guarda, de repouso, de escritório, etc.[carece de fontes?]

#### Coleção Objetos Cerimoniais
A coleção Objetos Cerimoniais é formada por 54 objetos, majoritariamente medalhas comemorativas de eventos importantes para a cidade.[carece de fontes?]

#### Coleção Objetos Pecuniários
A coleção Objetos Pecuniários reúne 18 itens relacionados ao dinheiro, que servem de instrumentos para obtenção de serviços, como moedas e fichas de ônibus.[carece de fontes?]

#### Coleção Objetos Pessoais
A coleção Objetos Pessoais é composta por 40 peças e acessórios de indumentária, objetos de adorno e uniformes funcionais. Um exemplo de item é o capacete preto número 5 do tipo militar, que pertenceu a um oficial da Brigada Policial.[carece de fontes?]

Capacete preto nº5, final do século XIX. Acervo Museu Histórico Abílio Barreto

#### Coleção Trabalho
A coleção Trabalho compõe-se de 69 equipamentos variados utilizados para fins de labor, a exemplo das balanças, das tesouras, da flauta, do piano e da prensa de ferro.[carece de fontes?]

#### Coleção Transporte
A coleção Transporte é formada por 17 peças que remontam aos meios de locomoção da capital, com os respectivos veículos e seus acessórios.[carece de fontes?]

#### Coleção Vestuário
A coleção Vestuário é composta por itens de vestimenta, seus acessórios e adornos, como brincos e colares, luvas, gravatas, espartilhos, cachecóis e vestidos.[carece de fontes?]

#### Pinacoteca
A Pinacoteca é uma subdivisão dos Objetos Tridimensionais e reúne aproximadamente 139 obras, assinadas por artistas nacionais e internacionais. As produções artísticas são pinturas, gravuras, desenhos e retratos, predominam representações do espaço urbano, em panoramas gerais ou abordagens específicas de lugares do Arraial do Curral Del Rei e de Belo Horizonte.[carece de fontes?]

BH, 100 ANOS, 1996. Autoria de: Aroldo Paiva, Coleção Pinacoteca/Acervo Museu Histórico Abílio Barreto.

### Cartográfico
A coleção cartográfica é formada por mapas que apresentam o território de Belo Horizonte, suas especificidades naturais, e plantas de construções de residências e prédios na capital mineira.

#### Coleção Belo Horizonte
A coleção Belo Horizonte reúne mais de 100 arquivos cartográficos referentes a cidade de Belo Horizonte e a região metropolitana. Nessa produção se encontram mapas do Estado de Minas Gerais, da capital do estado e dos bairros da cidade, plantas da capital mineira e do município e desenhos técnicos e projetos de construções. Essa produção se concentra no período de constituição da cidade até meados da década de 1960.[carece de fontes?]

#### Coleção Comissão Construtora da Nova Capital (CCNC)
A coleção CCNC é constituída por quase 50 documentos relacionados ao trabalho da comissão em Belo Horizonte. No acervo estão presentes desenhos técnicos de projetos, em sua maioria não realizados, de construções para a capital, projeto de brasões e plantas de Belo Horizonte e de outras cidades cogitadas para a nova capital de Minas. Essas obras vislumbra o tempo de atuação da comissão.[carece de fontes?]

#### Coleção Raffaello Berti
A coleção Rafaello Berti é constituída por documentos relacionados a sua atividade na área da construção civil em Belo Horizonte e outras cidades de Minas Gerais e do país. O acervo conta com as plantas das construções que planejou, individualmente e em conjunto, ao longo de sua atuação, a exemplo da sede da Prefeitura de Belo Horizonte, Colégio Marconi, Colégio Izabela Hendrix, Minas Tênis Clube I, Cine Metrópole, Hospital Odilon Behrens, Cine Santa Tereza, Santa Casa de Misericórdia de Belo Horizonte, entre outros.[carece de fontes?]

### Fotográfico
O acervo fotográfico do museu é o que apresenta maior quantidade de itens, com mais de 35 mil, entre negativos fotográficos e positivos impressos. Esse significativo grupo, atualmente, é subdividido em 23 coleções. São elas: Aarão Reis, Abílio Barreto, André César, Barão Tiesenhausen, Belo Horizonte, Comissão Construtora da Nova Capital, Celso Mello de Azevedo, Clovis Salgado, GAPA, Gilberto César de Castro, Hélio Gravata, Jairo Brandão, João Gusman Junior, Julia Dreysler, La Plata, Lia Salgado, Luiz Oliveiri, Mana Coelho, Maria das Neves, Maria Helena Buzelin, Otavio Dias Filho, Raffaello Berti e Romeo de Paoli.

#### Coleção Aarão Reis
A coleção Aarão Reis é composta por 35 positivos impressos e 1 negativo fotográfico que retratam o espaço urbano de Belo Horizonte no final do século XIX, durante a finalização e inauguração da Nova Capital de Minas Gerais.[carece de fontes?]

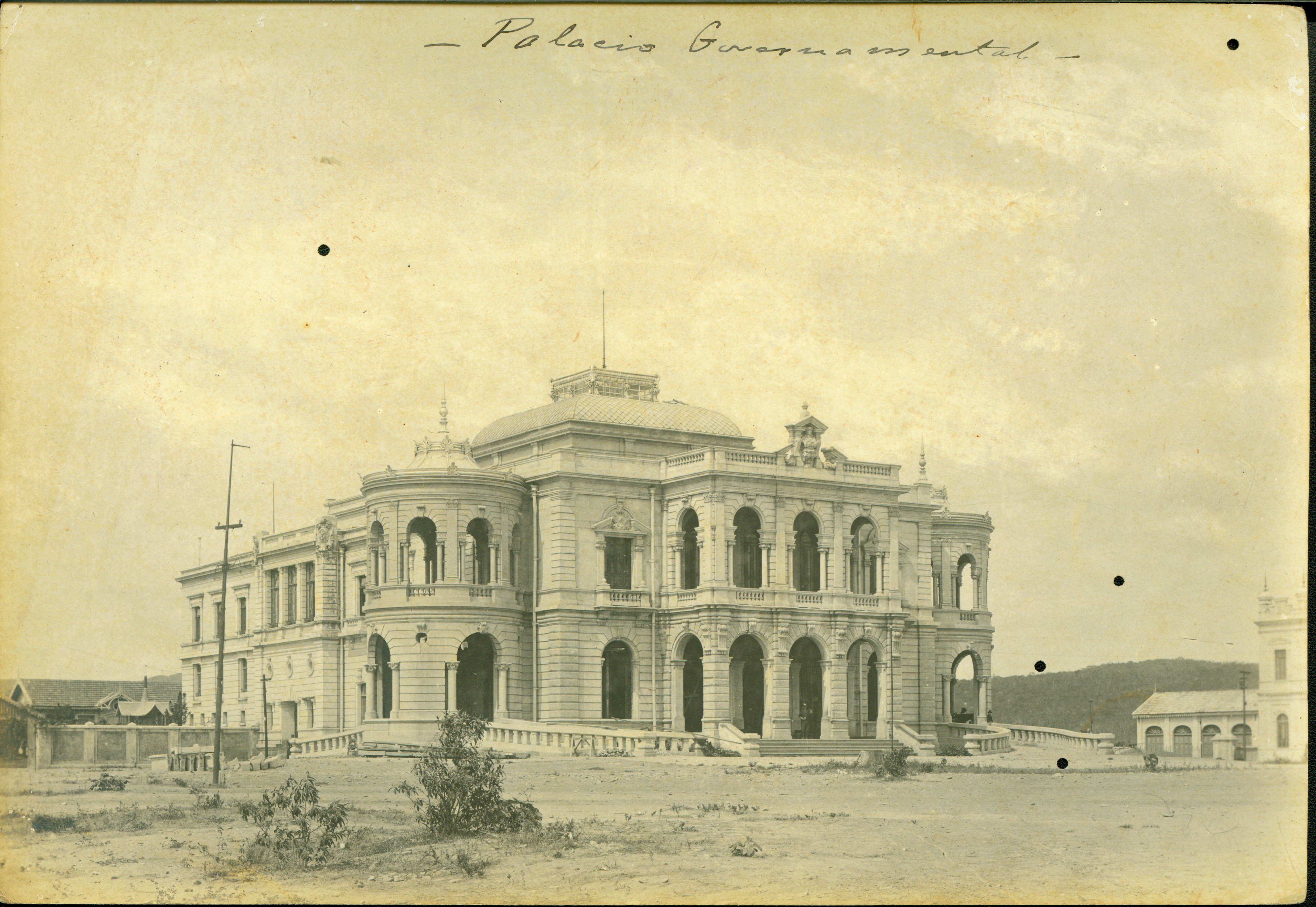
Palácio Governamental, atual Palácio da Liberdade, final do século XIX. Coleção Aarão Reis/Acervo Museu Histórico Abílio Barreto

#### Coleção Abílio Barreto
A coleção Abílio Barreto é formada por 112 imagens que exibem o historiador em seus momentos íntimos e familiares, expõe eventos e marcos temporais da capital mineira, além de apresentar cenas urbanas e rurais de Minas Gerais. Esse acervo compreende o período temporal de 1984 a 1971.[carece de fontes?]

#### Coleção André César
A coleção André César é compõe-se de aproximadamente 350 positivos impressos que evidenciam a sociabilidade das elites a partir da exposição da vida pessoal do jovem, durante a primeira metade do século XX.[carece de fontes?]

#### Coleção Barão Tiesenhausen
A coleção Barão Tiesenhausen é composta por mais de 800 fotografias que retratam vistas panorâmicas, construções e fotografias da cidade de Belo Horizonte, reveladas e produzidas pela Casa da Lente, importante comércio nas décadas de 1930 e 1940.[carece de fontes?]

#### Coleção Belo Horizonte
A coleção Belo Horizonte é formada por mais de 4 mil imagens que evidenciam as modificações sociais e físicas do espaço urbano, pela forma das construções e como são ocupadas pela população. Esse acervo compreende o período de 1897, inauguração da capital, até a atualidade.[carece de fontes?]

#### Coleção Comissão Construtora da Nova Capital (CCNC)
A coleção CCNC reúne cerca de 140 positivos impressos do álbum Gabinete Fotográfico da Comissão Construtora, organização responsável pelo registro iconográfico da transformação do Arraial em Nova Capital de Minas Gerais, e outras fotografias que retratam as construções originários do Arraial, assim como os funcionários que contribuíram nesse processo, durante o final do século XIX e início do século XX.[carece de fontes?]

Desenho técnico do Observatório Meteorológico que seria construído no Parque Municipal, década de 1890. Coleção Comissão Construtora da Nova Capital (CCNC)/Acervo Museu Histórico Abílio Barreto.

#### Coleção Celso Mello de Azevedo
A coleção Celso Mello de Azevedo é formada por 16 imagens que retratam o empresário em reuniões e com figuras notórias para a cidade, durante a segunda metade do século XX.[carece de fontes?]

#### Coleção Clovis Salgado
A coleção Clovis Salgado é constituída por cerca de 220 fotografias que expõe o médico, professor e político em eventos públicos, momentos familiares, retratos e reuniões, geralmente ao lado de sua esposa Lia Salgado, no período temporal do século XX.[carece de fontes?]

#### Coleção Grupo de Apoio e Prevenção à Aids
A coleção Grupo de Apoio e Prevenção à Aids (GAPA) é composta por aproximadamente 600 positivos impressos e 300 negativos fotográficos de manifestações, atos públicos, eventos organizados pela instituição não governamental e momentos de confraternização dos participantes do movimento. Esse acervo compreende o período do final da década de 1980 aos anos 2000.[carece de fontes?]

#### Coleção Gilberto César
A coleção Gilberto César compreende cerca de 120 positivos impressos e negativos fotográficos pessoais da trajetória familiar do jovem de classe média no século XX, com enfoque em seus progenitores, Alcides de Castro, membro da Guarda Civil de Belo Horizonte, e sua esposa Maria Alves.[carece de fontes?]

#### Coleção Hélio Gravatá
A coleção Hélio Gravatá compõe-se de 700 itens, entre cartões postais e imagens de Belo Horizonte, formado por vistas panorâmicas, vistas parciais, fotografias de prédios e pontos turísticos da cidade. O acervo também compreende fotografias pessoais e familiares de Hélio. Vislumbra o período histórico de 101 anos da história da capital mineira, de 1906 a 1997.[carece de fontes?]

#### Coleção Jairo Brandão
A coleção Jairo Brandão é formada por mais de 130 cartões postais da cidade, que abarca vistas panorâmicas, retratos de ruas e fotografias de prédios, durante o período do século XX.[carece de fontes?]

Rua Sapucaí, vista do Viaduto Santa Tereza, século XX. Coleção Jairo Brandão/Acevo Museu Histórico Abílio Barreto

#### Coleção João Gusman Junior
A coleção João Gusman Junior, acervo fotográfico do engenheiro e ex-prefeito de Belo Horizonte, compreende quase 200 imagens que retratam o processo de obras nos cursos de água da cidade, no ano de 1929, sob a gestão do prefeito Cristiano Machado (1926-1929).[carece de fontes?]

#### Coleção Julia Dreysler
A coleção Julia Dreysler compõe-se de 29 itens que pertenceram à pianista, com retratos de figuras notáveis no mundo da música e imagens em grupos de artistas.[carece de fontes?]

#### Coleção La Plata
A coleção La Plata é composta por 22 cartões postais da cidade de La Plata, na Argentina, e expõe monumentos e espaços públicos da cidade, referente ao período de 1928 e 1933.[carece de fontes?]

#### Coleção Lia Salgado
A coleção Lia Salgado compreende aproximadamente 350 imagens de apresentações em que a cantora lírica de renome internacional atuou, fotografias familiares, em que é possível identificar a presença de Clovis Salgado, seu marido e eventos em que compareceu.

Retrato de Lia Salgado, século XX. Coleção Lia Salgado/Acervo Museu Histórico Abílio Barreto

#### Coleção Luiz Olivieri
A coleção Luiz Olivieri compõe-se de 50 itens, entre cartões postais de diversos países, principalmente da Itália, que foram recebidos e enviados pelo escultor, e positivos impressos do arquiteto e sua família, referentes ao século XX.[carece de fontes?]

#### Coleção Mana Coelho
A coleção Mana Coelho é composta por mais de 18 mil negativos fotográficos em que a fotodocumentarista materializou personalidades notáveis, partidas de diversos esportes, desastres ambientais, manifestações, condições urbanas e outros eventos cotidianos. O acervo compreende o período das décadas de 1970 a 1980.[carece de fontes?]

#### Coleção Maria das Neves
A coleção Maria das Neves é formada por 34 imagens, entre positivos impressos e negativos fotográficos, que retratam Maria e seus familiares, localidades que visitaram e fotografias urbanas, ao final do século XIX e primeira metade do século XX.[carece de fontes?]

Maria das Neves Ferreira da Silva Brito, século XX. Coleção Maria das Neves/Acervo Museu Histórico Abílio Barreto

#### Coleção Maria Helena Buzelin
A coleção Maria Helena Buzelin é composta por 18 positivos impressos que se referem a apresentações da cantora lírica de prestigio internacional, durante e após os espetáculos, ao longo da segunda metade do século XX.[carece de fontes?]

#### Coleção Otavio Dias Filho
A coleção Otavio Dias Filho é composta por 3 mil fotografias de Belo Horizonte ao longo do século XX e início do XXI.[carece de fontes?]

#### Coleção Raffaello Berti
A coleção Raffaello Berti é formada por 329 fotografias de obras assinadas pelo arquiteto ao longo do século XX. Esse acervo conta com imagens dos prédios já construídos, projetos arquitetônicos, aquarelas e retratos do próprio Berti e de outros indivíduos.[carece de fontes?]

#### Coleção Romeo de Paoli
A coleção Romeo de Paoli é composta por 131 positivos impressos das construções que o engenheiro civil projetou na cidade de Belo Horizonte no século XX, principalmente durante a década de 1940.[carece de fontes?]

Hotel Imperial Palace, atualmente Hotel Imperial, situado na rua Guaicurus nº 460, primeira metade do século XX. Coleção Romeo de Paoli/Acervo Museu Histórico Abílio Barreto

### Textual
O acervo textual do museu é composto por dossiês, recortes de jornais, listagens, diplomas, textos escritos sobre indivíduos, prédios e associações, livros, relatórios, cartas, fichas, requerimentos, calendários, decretos, memorandos, ofícios, processos, discursos e notas fiscais, sendo todas essas relacionadas a Minas Gerais e sua capital.

#### Coleção Aarão Reis
A Coleção Aarão Reis é constituída por documentos referentes a trajetória do engenheiro, sua atuação em Belo Horizonte e em outras cidades, e recortes de jornais sobre diversas temáticas.[carece de fontes?]

#### Coleção Abílio Barreto
A Coleção Abílio Barreto é uma das mais extensas, formada por arquivos relacionados a produção do historiador, que se referem a sua produção textual, à questões da vida privada, ao âmbito intelectual e ao museu histórico que recebe seu nome.[carece de fontes?]

#### Coleção Belo Horizonte
Composta unicamente pela planta cadastral de Belo Horizonte, produzida na administração do prefeito Juscelino Kubitschek.[carece de fontes?]

#### Coleção Celso Mello de Azevedo
A Coleção Celso Mello de Azevedo é formada por arquivos referentes a atuação do ex-prefeito na cidade e registros pessoais.[carece de fontes?]

#### Coleção Certificados e Diplomas
A coleção Certificados e Diplomas é composta de certificados de propriedade, de cadastros, de aprovações e de certificações, como também de diplomas de ensino básico e superior, de distinção e de comemoração.[carece de fontes?]

#### Coleção Clovis Salgado
A Coleção Clóvis Salgado é formada por arquivos referentes a atuação política e pessoal do médico, de discursos que professou em eventos a bilhetes pessoais.[carece de fontes?]

#### Coleção Comissão Construtora da Nova Capital (CCNC)
A Coleção Comissão Construtora da Nova Capital (CCNC) compõe de documentos que o grupo diverso de funcionários produziu ao longo do processo de atuação na cidade, em aspectos técnicos, financeiros e administrativos.[carece de fontes?]

#### Coleção Francisco Silviano de Almeida Brandão
A coleção Francisco Silviano de Almeida Brandão é composta por cartas, que tratam de assuntos familiares, pessoais, governamentais, políticos e financeiros do médico e político brasileiro.[carece de fontes?]

#### Coleção Hélio Gravatá
A coleção Hélio Gravatá é formada por 9 documentos de diferentes suportes que se referem ao Obelisco da Praça Sete de Setembro, construído pelo pai do mesmo, Antônio Gonçalves Gravatá.[carece de fontes?]

#### Coleção Ismael Libanio
A coleção Ismael Libanio reúne 22 documentos referentes aos cargos que o referido atuou na condição de magistrado e acerca de sua atuação farmacêutica, datados de 1917 à década de 1940.[carece de fontes?]

#### Coleção Joaquim Diniz Silveira
A Coleção Joaquim Diniz Silveira é formada por documentos relacionados ao Centro de Chauffeurs de Belo Horizonte, com diversas cartas, registros e documentos administrativos do estabelecimento.[carece de fontes?]

#### Coleção Joaquim Domingos Rodrigues
A coleção Joaquim Domingos Rodrigues é uma coletânea de 16 documentos referentes ao carroceiro, que apresentam aspectos pessoais e financeiros.[carece de fontes?]

#### Coleção José Caetano Andrade Pinto
A coleção José Caetano Andrade Pinto é formada por memorandos e documentos financeiros referentes a Estrada de Ferro Central do Brasil.[carece de fontes?]

#### Coleção Júlia Driesler
A Coleção Júlia Driesler é composta por registros da musicista, relacionados com a sua atuação profissional e vida privada.[carece de fontes?]

#### Coleção Lauro Jacques
A coleção Lauro Jacques é formada por 6 documentos pessoais de Lauro.[carece de fontes?]

#### Coleção Lia Salgado
A coleção Lia Salgado é composta por registros documentais associados à sua atuação como soprano, majoritariamente são fontes de jornais da época, e à vida íntima, durante o século XX.[carece de fontes?]

#### Coleção Ordem dos Pioneiros
A coleção Ordem dos Pioneiros compõe-se de arquivos sobre a condecoração que enaltecia entidades e organizações que participaram do desenvolvimento da Nova Capital em seus primórdios, composta por listagens dos agraciados com a premiação, recortes de jornais e outros documentos correlatos.[carece de fontes?]

#### Coleção Pedro Micussi
A coleção Pedro Micussi é composta por arquivos pessoais do químico italiano, que fundou a primeira fábrica de tintas de Belo Horizonte.[carece de fontes?]

#### Coleção Raffaello Berti
A coleção Raffaello Berti é composta por documentos referentes aos projetos desenvolvidos pelo arquiteto durante a segunda metade do século XX, em todas as etapas, de desenhos aos relatórios produzidos.[carece de fontes?]

#### Coleção Raimundo Machado Costa
A coleção Raimundo Machado Costa é formada por 11 arquivos, sendo estes referentes a locomotivas a vapor, visto que seu pai foi João Machado da Costa, primeiro maquinista da locomotiva Mariquinha.[carece de fontes?]

#### Coleção Raul Tassini
A Coleção Raul Tassini é composta por documentos referentes a jornada colecionista e pessoal do farmacêutico, que abarca a grande quantidade de arquivos produzidos e guardados pelo mesmo.[carece de fontes?]

#### Coleção Roberto Falci
A coleção Roberto Falci é composta por 7 documentos referentes à aspectos financeiros da Comissão Construtora da Nova Capital.[carece de fontes?]

### Acervo operacional
Além de recolher e preservar os chamados acervos tradicionais, o MhAB também se dedica à preservação dos chamados acervos operacionais. Em termos amplos, acervo operacional pode ser definido como o tratamento museológico de paisagens, estruturas, monumentos e equipamentos, que, embora plenamente contextualizados – ou seja, ainda totalmente funcionais – são tornados, por decisão institucional, objetos musealizados e incorporados ao acervo. Ao contrário dos acervos tradicionais, essa ação se faz pela via do levantamento e sistematização de informações.
Sem dúvida a maior peça exposta no museu é o casarão, uma das poucas edificações remanescentes do antigo arraial do Curral del Rei. A área do museu é equipada com cafeteria, banheiros, uma loja com objetos que remetem à história de Belo Horizonte. Também possui uma grande área livre aberta a visitação.
| Evolução do Acervo do MHAB                                                       | Evolução do Acervo do MHAB | Evolução do Acervo do MHAB | Evolução do Acervo do MHAB | Evolução do Acervo do MHAB |
| Coleções                                                                         | 1952                       | 1952                       | 1986                       | 2017                       |
| Coleções                                                                         | Coleções                   | Peças                      | 1986                       | 2017                       |
| -------------------------------------------------------------------------------- | -------------------------- | -------------------------- | -------------------------- | -------------------------- |
| Filatelia                                                                        |                            |                            | 131                        | 1759                       |
| Projetos, Plantas e Gráficos                                                     |                            |                            | 301                        | 1759                       |
| Iconográfico                                                                     |                            |                            | 432                        | 1759                       |
| Documentário fotográfico (Documentações Fotográficas em 86, Fotográfico em 2017) | 1                          | 278                        | 2.630                      | 22.508                     |
| Armas e fragmentos de origem bélica (Armas e Fragmentos Bélicos em 86)           | 1                          | 7                          | 28                         |                            |
| Cerâmica (Cerâmicas, Louças e Porcelanas em 86)                                  | 1                          | 3                          | 63                         |                            |
| Máquinas e Aparelhos                                                             |                            |                            | 41                         |                            |
| Indumentária e objetos de uso pessoal                                            | 3                          | 7                          | 86                         |                            |
| Numismática                                                                      | 3                          | 9                          | 33                         |                            |
| Escultura (Esculturas e Obras sacras em 86)                                      | 4                          | 21                         | 32                         |                            |
| Pintura e desenho                                                                | 10                         | 57                         | 104                        |                            |
| Mobiliário                                                                       | 4                          | 31                         | 50                         |                            |
| Tridimensional                                                                   | 26                         | 135                        | 437                        | 2.135                      |
| Manuscritos e autógrafos (Documentações Escritas em 86; Textual em 2017)         | 1                          | 6                          | 857                        | 30.048                     |
| Recorte de Periódico                                                             |                            |                            |                            | 16100                      |
| Livros                                                                           |                            |                            |                            | 2.586                      |
| Periódicos                                                                       |                            |                            |                            | 988                        |
| Jornais, Livros e Revistas                                                       |                            |                            | 1.615                      | 19674                      |
| Trabalhos acadêmicos                                                             |                            |                            |                            | 78                         |
| Catálogos                                                                        |                            |                            |                            | 270                        |
| Outros                                                                           |                            | 331                        |                            |                            |
| Total                                                                            | 28                         | 748                        | 5971                       | 78.370                     |

## Exposições
O Museu Histórico Abílio Barreto tem um acervo vasto, que pode contar a história da cidade a partir de várias perspectivas e debater temáticas diferentes. Até a década de 1960, as exposições tendiam a ser permanentes e, a partir da gestão de Mauro Lúcio Brandão, tentavam reconstruir uma casa de fazenda. Com uma nova visão museológica, incorporada a partir da década de 1990, e com a inauguração do edifício sede em 1998, as exposições passaram a ter diferentes propósitos curatoriais. Atualmente, elas abordam diferentes temáticas relativas à história da cidade, instigando a reflexão dos visitantes. Assim, o MHAB promove exposições de curta, média e longa duração. As exposições são realizadas tanto na nova sede, quanto no Casarão.
| Exposições realizadas pelo Museu Histórico Abílio Barreto (1943-2021) | Exposições realizadas pelo Museu Histórico Abílio Barreto (1943-2021)                             |
| Data                                                                  | Exposição                                                                                         |
| --------------------------------------------------------------------- | ------------------------------------------------------------------------------------------------- |
| 1943                                                                  | Exposição inaugural                                                                               |
| 1957                                                                  | “Quarto de Moça na Fazenda Velha” (Mudança na exposição inaugural)                                |
| 1957                                                                  | A história em fotografias                                                                         |
| 1958                                                                  | Bueno Brandão, senador da República                                                               |
| 1958                                                                  | A Imprensa e Belo Horizonte                                                                       |
| 1958                                                                  | “Quarto de Casal na Fazenda Velha” (Mudança na exposição inaugural)                               |
| 1973                                                                  | Mapas históricos das cidades brasileiras                                                          |
| 1973                                                                  | Mostra Fotográfica do Barroco Mineiro                                                             |
| 1974                                                                  | Revelação Ótica do Barroco Mineiro                                                                |
| 1976                                                                  | Homenagem a Abílio Barreto                                                                        |
| 1977                                                                  | Lugares Históricos de nossa cidade                                                                |
| 1977                                                                  | Folclore Brasileiro                                                                               |
| 1978                                                                  | Exposição de cartões postais antigos                                                              |
| 1983                                                                  | Minas: Arquitetura ontem e hoje                                                                   |
| 1983                                                                  | Belo Horizonte: Curral D'El Rey à Pampulha                                                        |
| 1983                                                                  | Memória Histórica de Belo Horizonte                                                               |
| 1984                                                                  | Memorial da Faculdade de Direito UFMG                                                             |
| 1985                                                                  | Exposição do mobiliário do casarão                                                                |
| 1985                                                                  | Exposição imagens religiosas                                                                      |
| 1985                                                                  | Exposição sobre o trabalho de restauração do Museu                                                |
| 1985                                                                  | Bonecas de Todo o Mundo                                                                           |
| 1985                                                                  | Mostra das telas de Emílio Rouède                                                                 |
| 1985                                                                  | Arquitetura do Imigrante Italiano no Vale do Itajaí                                               |
| 1986                                                                  | Exposição de Reabertura permanente                                                                |
| 1986                                                                  | Exposição sobre a Comissão Construtora                                                            |
| 1987                                                                  | Memória de Belo Horizonte – Economia                                                              |
| 1989                                                                  | Do Arraial à Capital na visão de Avelino Fóscolo                                                  |
| 1990                                                                  | Exposição sobre a evolução urbana da cidade                                                       |
| 1993                                                                  | A Cidade e o Museu: Espaços da Memória                                                            |
| 1993                                                                  | Cidade e o Museu: espaços da memória                                                              |
| 1994                                                                  | Oficina "Memória e fotografia"                                                                    |
| 1994                                                                  | A Rebelião dos Pedreiros: a greve dos operários da construção civil em 1979                       |
| 1994                                                                  | Dez Anos de Diretas Já!                                                                           |
| 1995                                                                  | Olhar Panorâmico                                                                                  |
| 1996                                                                  | Exposição de fotografias do MHAB no espaço da lanchonete Xodó                                     |
| 1997                                                                  | Projeto Exposições Itinerantes                                                                    |
| 1997                                                                  | Velhos Horizontes: um Ensaio sobre a Moradia no Curral del Rei                                    |
| 1998                                                                  | Collector                                                                                         |
| 1999                                                                  | Exposição Minas                                                                                   |
| 1999                                                                  | Florença: Tesouros do Renascimento                                                                |
| 2000                                                                  | 500 anos                                                                                          |
| 2000                                                                  | Modernacidade                                                                                     |
| 2000                                                                  | Imigrantes                                                                                        |
| 2000                                                                  | Gabinete de Arte                                                                                  |
| 2002                                                                  | Peça do mês “Jogador de Futebol” (maio)                                                           |
| 2002                                                                  | Peça do mês “Oratório de Nossa Senhora do Carmo” (junho)                                          |
| 2002                                                                  | Peça do mês “Conjunto de Caixas de Fósforos” (julho)                                              |
| 2002                                                                  | Peça do mês “Farinheira” (agosto)                                                                 |
| 2002                                                                  | Peça do mês “Barômetro” (setembro)                                                                |
| 2003                                                                  | 60 anos MHAB                                                                                      |
| 2003                                                                  | Peça do mês “Despertador-cafeteira” (janeiro)                                                     |
| 2003                                                                  | Peça do mês “Máquina de escrever Remington” (fevereiro)                                           |
| 2003                                                                  | Peça do mês “Melindrosa” (março)                                                                  |
| 2003                                                                  | Peça do mês “Rádio Mullard” (abril)                                                               |
| 2003                                                                  | Peça do mês “Monumento às mães” (maio)                                                            |
| 2003                                                                  | Peça do mês “Santo Antônio” (junho)                                                               |
| 2003                                                                  | Peça do mês “Balança” (julho)                                                                     |
| 2003                                                                  | Peça do mês “Máquina de costura” (agosto)                                                         |
| 2003                                                                  | Peça do mês “Trousse” (setembro)                                                                  |
| 2003                                                                  | Peça do mês “Palmatória” (outubro)                                                                |
| 2003                                                                  | Peça do mês “Lanterna” (novembro)                                                                 |
| 2003                                                                  | Peça do mês “Pratos Casa Tipo (Túllio Pilló)” (dezembro)                                          |
| 2004                                                                  | De Outras Terras, de Outro Mar                                                                    |
| 2004                                                                  | Exposição fotógrafo Márcio Scavone                                                                |
| 2004                                                                  | Peça do mês “Samovar” (janeiro)                                                                   |
| 2004                                                                  | Peça do mês “Tijolo da 1a casa construída” (fevereiro)                                            |
| 2004                                                                  | Peça do mês “Prato Palacete Portela” (março)                                                      |
| 2004                                                                  | Peça do mês “Moedas Zé Ferreira” (abril)                                                          |
| 2004                                                                  | Peça do mês “Conjunto de Lápis” (maio)                                                            |
| 2004                                                                  | Peça do mês “Cofre” (junho)                                                                       |
| 2004                                                                  | Peça do mês “Medidas” (julho)                                                                     |
| 2004                                                                  | Peça do mês “Placa Aquino” (agosto)                                                               |
| 2004                                                                  | Peça do mês “Criado Mudo (setembro)                                                               |
| 2004                                                                  | Peça do mês “Escarradeira” (outubro)                                                              |
| 2004                                                                  | Peça do mês “Busto Marechal Floriano Peixoto” (novembro)                                          |
| 2004                                                                  | Peça do mês “Conjunto de Medalhas Comemorativas” (dezembro)                                       |
| 2005                                                                  | BH Tempo e Movimentos da Cidade Capital                                                           |
| 2005                                                                  | Como se fosse sólido: pensando o patrimônio cultural em Belo Horizonte                            |
| 2005                                                                  | Fotografias autorais de Luiz Braga                                                                |
| 2005                                                                  | Peça do mês “Estatueta Lítica” (janeiro)                                                          |
| 2005                                                                  | Peça do mês “Aparelho Radiofônico” (fevereiro)                                                    |
| 2005                                                                  | Peça do mês “Quadro comemorativo da primeira regata realizada em BH” (março)                      |
| 2005                                                                  | Peça do mês “Maquete do Monumento às Mães” (maio)                                                 |
| 2005                                                                  | Peça do mês “Maquete da Matriz de N.S. da Boa Viagem” (abril)                                     |
| 2005                                                                  | Peça do mês “Pratos com Estampas de Edifícios de Belo Horizonte” (junho)                          |
| 2005                                                                  | Peça do mês “Telefone do Banco da Lavoura” (julho)                                                |
| 2005                                                                  | Peça do mês “Amperímetro” (agosto)                                                                |
| 2005                                                                  | Peça do mês “Placa da Praça Sete” (setembro)                                                      |
| 2005                                                                  | Peça do mês “Capacete da Revolução de 1932” (outubro)                                             |
| 2005                                                                  | Peça do mês “Imagem de São José de Botas” (dezembro)                                              |
| 2006                                                                  | Mana Coelho – fotógrafa de Belo Horizonte                                                         |
| 2006                                                                  | Histórias de artefatos                                                                            |
| 2006                                                                  | Belo Horizonte – Tempo e movimentos da cidade capital                                             |
| 2006                                                                  | BH faz 50 anos: as comemorações dos 50 anos da Capital no acervo do MHAB                          |
| 2006                                                                  | Ver e Lembrar: projeções em monumentos em Belo Horizonte                                          |
| 2006                                                                  | “Por que as ruas têm nomes?” (Ilha da Av. Prudente de Morais)                                     |
| 2007                                                                  | Bordando as obras de um gênio                                                                     |
| 2007                                                                  | Colcha da Memória                                                                                 |
| 2007                                                                  | Uma questão de raça - representações do Negro no Museu da Cidade                                  |
| 2007                                                                  | Hábitos de Higiene em Belo Horizonte                                                              |
| 2007                                                                  | Onde Mora a Minha História: Serra, Tirol Santa Maria, Santa Terezinha, Guarani                    |
| 2007                                                                  | Espaço Loyola                                                                                     |
| 2007                                                                  | Peça do mês “Vendedor” (janeiro)                                                                  |
| 2007                                                                  | Peça do mês “Bomba de Lançamento” (agosto)                                                        |
| 2008                                                                  | Novos Acervos MHAB                                                                                |
| 2008                                                                  | Galo100 anos                                                                                      |
| 2008                                                                  | Caminhando contra o vento                                                                         |
| 2008                                                                  | “Esquina de História: a construção do cenário urbano” (Ilha da Av. Prudente de Morais)            |
| 2008                                                                  | Peça do mês “Mingote” (janeiro)                                                                   |
| 2008                                                                  | Peça do mês “Busto de João Pinheiro” (fevereiro)                                                  |
| 2008                                                                  | Peça do mês “Máquina de Escrever” (março)                                                         |
| 2008                                                                  | Peça do mês “Prato Centenário Aarão Reis” (abril)                                                 |
| 2008                                                                  | Peça do mês “Muquirana” (maio)                                                                    |
| 2008                                                                  | Peça do mês “Quadro de Personalidades” (junho)                                                    |
| 2008                                                                  | Peça do mês “Palmatória” (julho)                                                                  |
| 2008                                                                  | Peça do mês “José Jacinto das Neves” (agosto)                                                     |
| 2008                                                                  | Peça do mês “Medalhão Olegário Maciel” (setembro)                                                 |
| 2008                                                                  | Peça do mês “Capacete” (outubro)                                                                  |
| 2008                                                                  | Peça do mês “Campainha da Câmara Municipal” (novembro)                                            |
| 2008                                                                  | Peça do mês “Manoel das Moças” (dezembro)                                                         |
| 2009                                                                  | O Verso da Imagem – colecionando histórias em cartões postais                                     |
| 2009                                                                  | Padre Eustáquio – História, trabalho e devoção                                                    |
| 2009                                                                  | Exposição Lagoa do Nado (Centro Cultura Lagoa do Nado)                                            |
| 2009                                                                  | Pinacoteca MHAB “Paisagens implícitas” (outubro-dezembro)                                         |
| 2009                                                                  | Peça do mês “Balança” (maio)                                                                      |
| 2009                                                                  | Peça do mês “Fotos Mana Coelho” (setembro)                                                        |
| 2009                                                                  | Peça do mês “Moedas Comemorativas do Centenário” (novembro)                                       |
| 2010                                                                  | Paisagem em Mutação                                                                               |
| 2010                                                                  | Religiosidade I                                                                                   |
| 2010                                                                  | Casarão Vazio                                                                                     |
| 2010                                                                  | Ver e Sentir – Cartões Postais como Registro da Memória                                           |
| 2010                                                                  | Acervo MHAB: conservação e restauração                                                            |
| 2010                                                                  | Nos Porões da Razão em Nome da Loucura                                                            |
| 2010                                                                  | A Trama do Centro e o Centro da Trama (Praça Sete de Setembro)                                    |
| 2010                                                                  | Pinacoteca MHAB “Noturno pruma Noturna, Gilberto de Abreu”                                        |
| 2010                                                                  | Peça do mês “Planta Santa Casa” (janeiro a março)                                                 |
| 2010                                                                  | Peça do mês “Espartilho” (março a junho)                                                          |
| 2010                                                                  | Peça do mês “Conjunto de Chá” (julho a setembro)                                                  |
| 2010                                                                  | Peça do mês “Trousse” (setembro a outubro)                                                        |
| 2011                                                                  | A Casa e a Cidade: construção do espaço doméstico, social e da lembrança em BH                    |
| 2011                                                                  | Praça Liberdade – memórias e símbolos                                                             |
| 2011                                                                  | Religiosidade II – Vozes do Silêncio sincretismo religioso em Belo Horizonte                      |
| 2011                                                                  | Descobrindo o Bonfim                                                                              |
| 2011                                                                  | Em volta dessas mesas, uma cidade – Bares como lugares na história de Belo Horizonte              |
| 2011                                                                  | Pinacoteca MHAB “A Morte do Capitão Ortiz”                                                        |
| 2011                                                                  | Pinacoteca MHAB “Sem Título, A. de Jesus Soares”                                                  |
| 2011                                                                  | Peça em destaque “Cinquentenário BH – Revista Social Trabalhista” (janeiro)                       |
| 2011                                                                  | Peça em destaque “Leque” (setembro)                                                               |
| 2011                                                                  | Peça em destaque “Cartão Postal Boas Festas” (dezembro)                                           |
| 2012                                                                  | O Casarão: da Fazenda ao Museu Histórico da Cidade                                                |
| 2012                                                                  | De ribeirão à avenida: contornos de uma história                                                  |
| 2012                                                                  | La Vie en Rose                                                                                    |
| 2012                                                                  | Cultura alimentar Mineira: do Curral del Rei à nova Capital                                       |
| 2012                                                                  | Belo Horizonte F.C. – Trajetórias do futebol na capital mineira                                   |
| 2012                                                                  | A Fala das Roupas (Museu da Moda)                                                                 |
| 2012                                                                  | “Avenida Prudente de Morais: do córrego rural ao corredor metropolitano” (Ilha da Av.)            |
| 2012                                                                  | Peça em destaque “Revista Alterosa”                                                               |
| 2013                                                                  | Exposição Samba                                                                                   |
| 2013                                                                  | O museu e a cidade sem fim                                                                        |
| 2013                                                                  | Religiosidade III A mitra e a coroa                                                               |
| 2013                                                                  | Lia e Clóvis Salgado                                                                              |
| 2013                                                                  | Exposição Casa Kubitschek (Museu Casa Kubitschek)                                                 |
| 2013                                                                  | Exposição Cine Brasil                                                                             |
| 2013                                                                  | Exposição Movimentos Urbanos                                                                      |
| 2013                                                                  | Exposição Praça Sete                                                                              |
| 2013                                                                  | Pinacoteca MHAB “Desenhos José Octavio Cavalcanti” (fevereiro)                                    |
| 2013                                                                  | Pinacoteca MHAB “Guache sobre papel, Mauro Silper” (julho)                                        |
| 2013                                                                  | Peça em destaque “Cadeira do Cassino da Pampulha” (fevereiro-setembro)                            |
| 2013                                                                  | Peça em destaque “Fotografias Cine Metrópole” (setembro-março)                                    |
| 2014                                                                  | Pinacote MHAB “Quadro de Délio Delpino (1943)”                                                    |
| 2014                                                                  | 3º Sinal – Belo Horizonte em Cena                                                                 |
| 2014                                                                  | Exposição Bandeirante                                                                             |
| 2014                                                                  | Coleções Geram Conexões                                                                           |
| 2014                                                                  | Pinacoteca MHAB “Paisagem, Délio Delpino” (fevereiro-julho)                                       |
| 2014                                                                  | Pinacoteca MHAB “Luzes da Pampulha, Maria Helena Andrés” (julho-dezembro)                         |
| 2014                                                                  | Pinacoteca MHAB “Feira da Travessa da Arte, BH” (dezembro-maio)                                   |
| 2014                                                                  | Peça em destaque “Mala” (março-junho)                                                             |
| 2014                                                                  | Peça em destaque “Fotos Mineirão” (junho-dezembro)                                                |
| 2014                                                                  | Peça em destaque “Piano” (dezembro-maio)                                                          |
| 2015                                                                  | Exposição Santa Tereza                                                                            |
| 2015                                                                  | Lugares que não existem mais                                                                      |
| 2015                                                                  | “Cidade Jardim” (Ilha da Av. Prudente de Morais)                                                  |
| 2015                                                                  | Pinacoteca MHAB “BH Cem Anos, Aroldo Paiva” (maio-setembro)                                       |
| 2015                                                                  | Pinacoteca MHAB “Filho de pescador, Yara Tupynambá” (setembro-dezembro)                           |
| 2015                                                                  | Pinacoteca MHAB “Lorenzato” (dezembro-maio)                                                       |
| 2015                                                                  | Peça em destaque “Lampião” (maio-setembro)                                                        |
| 2015                                                                  | Peça em destaque “Peças líticas” (setembro-dezembro)                                              |
| 2015                                                                  | Peça em destaque “Leiteira Japonesa” (dezembro-maio)                                              |
| 2016                                                                  | Palavras Visíveis: usos da tipografia em Belo Horizonte                                           |
| 2016                                                                  | O Conjunto Moderno da Pampulha no acervo do MHAB                                                  |
| 2016                                                                  | Primórdios da paisagem urbana                                                                     |
| 2016                                                                  | Pinacoteca MHAB “Infinito e História, Ana Dias” (maio-setembro)                                   |
| 2016                                                                  | Pinacoteca MHAB “Grafite Belo Horizonte, Letícia Correa Pereira Silva” (set-dez)                  |
| 2016                                                                  | Pinacoteca MHAB “Cinquentenário de Belo Horizonte, Julius Kaukal” (dezembro-maio)                 |
| 2016                                                                  | Peça em destaque “Maquete Boa Viagem” (maio-setembro)                                             |
| 2016                                                                  | Peça em destaque “Praça 7 de Setembro” (setembro-dezembro)                                        |
| 2016                                                                  | Peça em destaque “A Capital” (dezembro-maio)                                                      |
| 2017                                                                  | Além da Praça Vaz de Melo um olhar para as identidades (in)visíveis nos bairros Lagoinha e Bonfim |
| 2017                                                                  | Bax e a cidade modernista                                                                         |
| 2017                                                                  | Belo Horizonte cartografia de uma cidade planejada                                                |
| 2017                                                                  | Guignard e a paisagem Mineira                                                                     |
| 2017                                                                  | Lugares da Memória                                                                                |
| 2017                                                                  | Medicina e Política caminhos cruzados na história da Capital                                      |
| 2017                                                                  | Preciosidades históricas e retalhos da memória reconstrução do passado entre os elos do presente  |
| 2017                                                                  | Pinacoteca MHAB “Morte do Capitão Ortiz, Gentil Garcez” (maio)                                    |
| 2017                                                                  | Peça em destaque “Acervo Tassini” (maio-setembro)                                                 |
| 2017                                                                  | Peça em destaque “Cadeira Palhinha” (setembro)                                                    |
| 2018                                                                  | Artes de fazer: os ofícios no acervo do MHAB                                                      |
| 2018                                                                  | Cidade Conectada: percursos da circulação da informação em Belo Horizonte                         |
| 2018                                                                  | Ndê! – Trajetórias afro-brasileiras em Belo Horizonte                                             |
| 2019                                                                  | De MHBH a Museu da Cidade                                                                         |
| 2019                                                                  | Pinacoteca MHAB “Quadro Colégio Marconi”                                                          |
| 2020                                                                  | Complexa Cidade                                                                                   |
| 2020                                                                  | Peça em Destaque “Ábaco”                                                                          |
| 2020                                                                  | Gráficografia                                                                                     |
| 2021                                                                  | Peça em Destaque “Rancho Velho da Papuda”                                                         |

## Biblioteca
Desde os primeiros anos de existência do Museu Histórico, Abílio Barreto tinha planos para a criação de uma biblioteca, que deveria ter livros sobre a história e estatística de Minas Gerais e do Brasil, revistas, monografias, arquivos, anuários, almanaques e outras publicações. Apesar da ideia não ter se consolidado nessa época, com a criação do novo edifício sede nos anos 1990, uma biblioteca foi construída e equipada com documentos bibliográficos sobre a história de Belo Horizonte. A Biblioteca do MHAB fica aberta ao público, além de disponibilizar o acervo fotográfico para consulta.[carece de fontes?]

## Atividades da instituição
Além de realizar exposições, a partir da década de 1990, a instituição se remodelou em outros níveis. As ações culturais e educacionais passaram a ser valorizadas de formas novas e mais integradas ao dinamismo da capital. O Museu, que sempre teve grande público escolar, se propôs a ultrapassar seus muros e ir às escolas. Ao longo dos anos consolidou-se o serviço de atendimento educativo a diferentes tipos de pessoas e grupos, por meio da delimitação de um espaço de acolhimento e do aprimoramento constante de temáticas e modalidades de atendimento educacional. De maneira análoga, as ações culturais se desenvolveram no mesmo período. Após a criação da nova sede do MHAB, foram construídos um auditório e um palco externo, onde artistas dos gêneros mais variados puderam se apresentar.[carece de fontes?]